# 路易斯·卡斯提歐 (1992年)
路易斯·米格爾·卡斯提歐（西班牙語：Luis Miguel Castillo，1992年12月12日—），為美國職棒大聯盟的投手，目前效力於西雅圖水手，他先前曾效力過辛辛那提紅人。

## 職業生涯

### 舊金山巨人
2011年12月，卡斯提歐以國際自由球員身分向巨人隊簽約。隔年他從GCL聯盟開啟職業生涯，整年拿下1勝3敗，防禦率3.31。隔年，他的防禦率下修到只有0.64，也因此在2014年升上1A。而他在1A拿下2勝2敗，防禦率3.07。

### 邁阿密馬林魚
2014年12月20日，巨人隊將卡斯提歐和Kendry Flores交易到馬林魚，換來凱西·麥克基。2015年，他在1A還有高階1A合計拿下6勝6敗，防禦率3.20。
2016年，卡斯提歐升上2A。後來他在7月底和Jarred Cosart、Josh Naylor和Carter Capps被交易到教士隊，換來Andrew Cashner、Colin Rea和Tayron Guerrero。結果因為Rea受傷，使得卡斯提歐在教士隊小聯盟出賽一場比賽後又被交易回去。最後他拿下8勝6敗，防禦率2.26。

### 辛辛那提紅人
2017年1月19日，馬林魚將卡斯提歐、奧斯汀·布萊斯和Isaiah White交易到紅人，換來丹·史崔利。這年他從2A出發，並在6月23日登上大聯盟。該年他拿下3勝7敗，防禦率3.12。2018年，卡斯提歐成為球隊的先發輪值一員。這年他拿下10勝12敗，防禦率4.30。
2019年，卡斯提歐成為球隊的開幕戰先發。這年他拿下15勝8敗，防禦率3.40，並投出226次三振。另外他也成功入選明星賽。2020年，卡斯提歐只拿下4勝6敗，防禦率3.21。

## 外部連結
- 球員資訊和成績在MLB，ESPN，Baseball-Reference，Fangraphs（英文）